# Packard 120
Packard 120 (One-Twenty) – samochód osobowy marki Packard produkowany w latach 1935/1937 oraz w latach 1939/1941, w ramach 12–15 serii (1935/1937) oraz 17–19 serii (1939/1941) aut tej marki. W latach 1938 i 1942 był zastępowany przez model Eight. Większym od niego był model 160 (One-Sixty).
Występował w licznych odmianach nadwozia, np. 4-Door Touring Sedan, 2-Door Touring Sedan, Station Wagon, Convertible Sedan, Business Coupe, Convertible Coupe. Popularną wersją był Packard 120 4-Door Sedan.

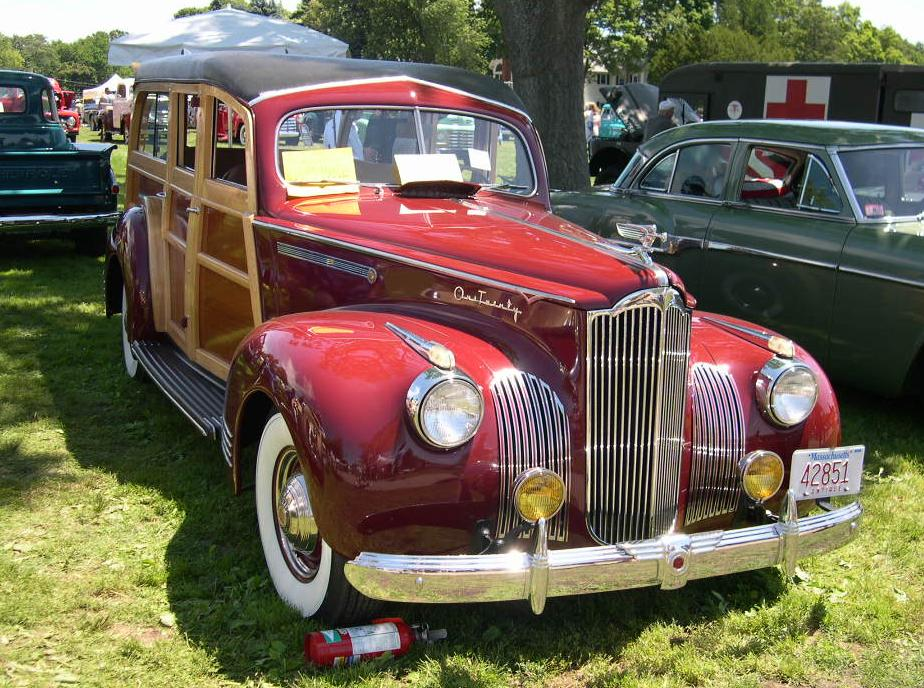
Packard 120 Woody DeLuxe (1941)
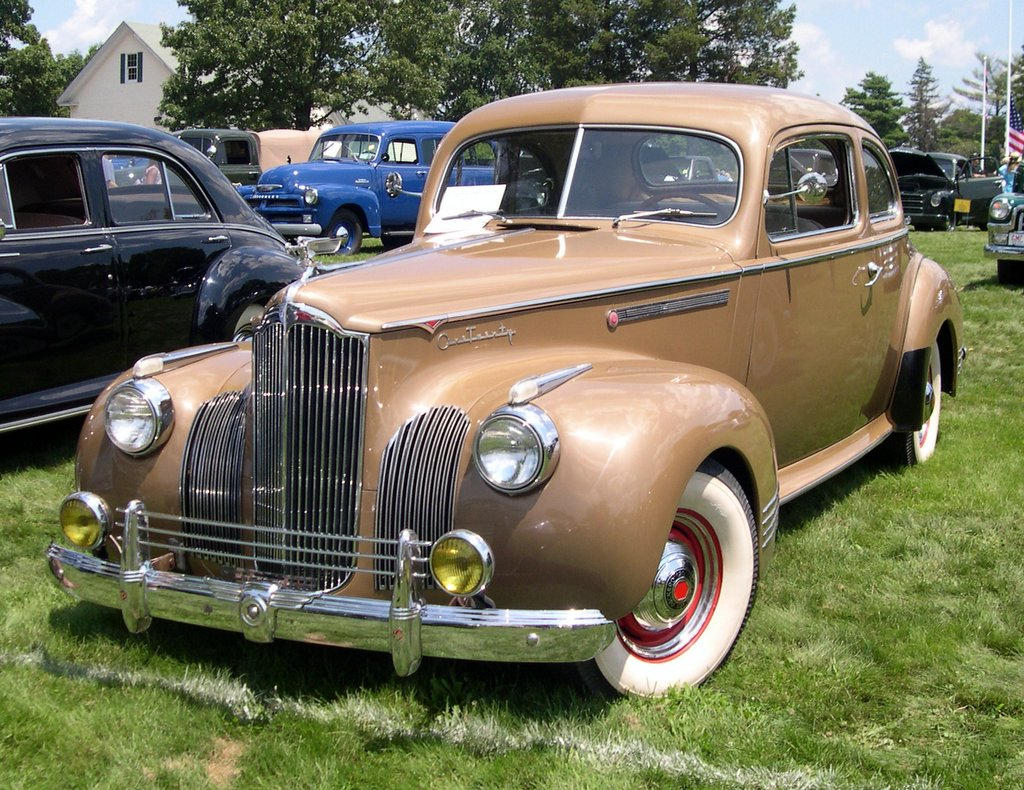
Packard 120
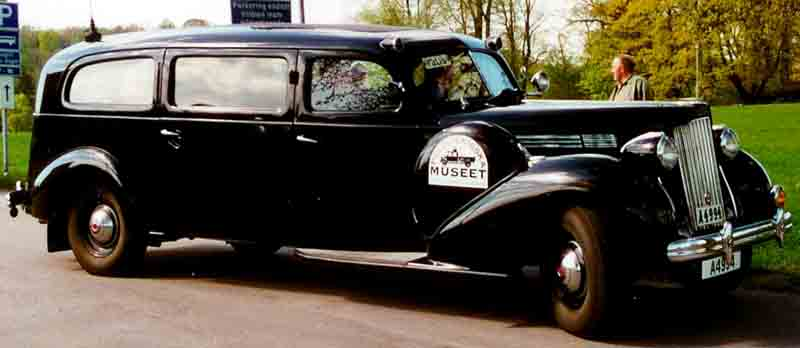
Packard 120 wersja policyjna (1939)